# Necrópole Megalítica do Bustelo
A Necrópole Megalítica do Bustelo localiza-se no Município de Vila Verde.
É uma das componentes megalíticas dos Montes do Borrelho e do Moinho Velho. 

## História
A Necrópole Megalítica do Bustelo faz parte de um conjunto de 36 mamoas e de 2 menires (Penedos da Portela e Pedrogo) localizada no concelho de Vila Verde, mais concretamente nos Montes do Borrelho e do Moinho Velho, nas freguesias de Carreiras (Santiago), Dossãos, Duas Igrejas, Godinhaços, Gondiães, Mós, Nevogilde, Pedregais, Pico de Regalados, Portela das Cabras, São Miguel do Prado.

### Menir dos Penedos da Portela

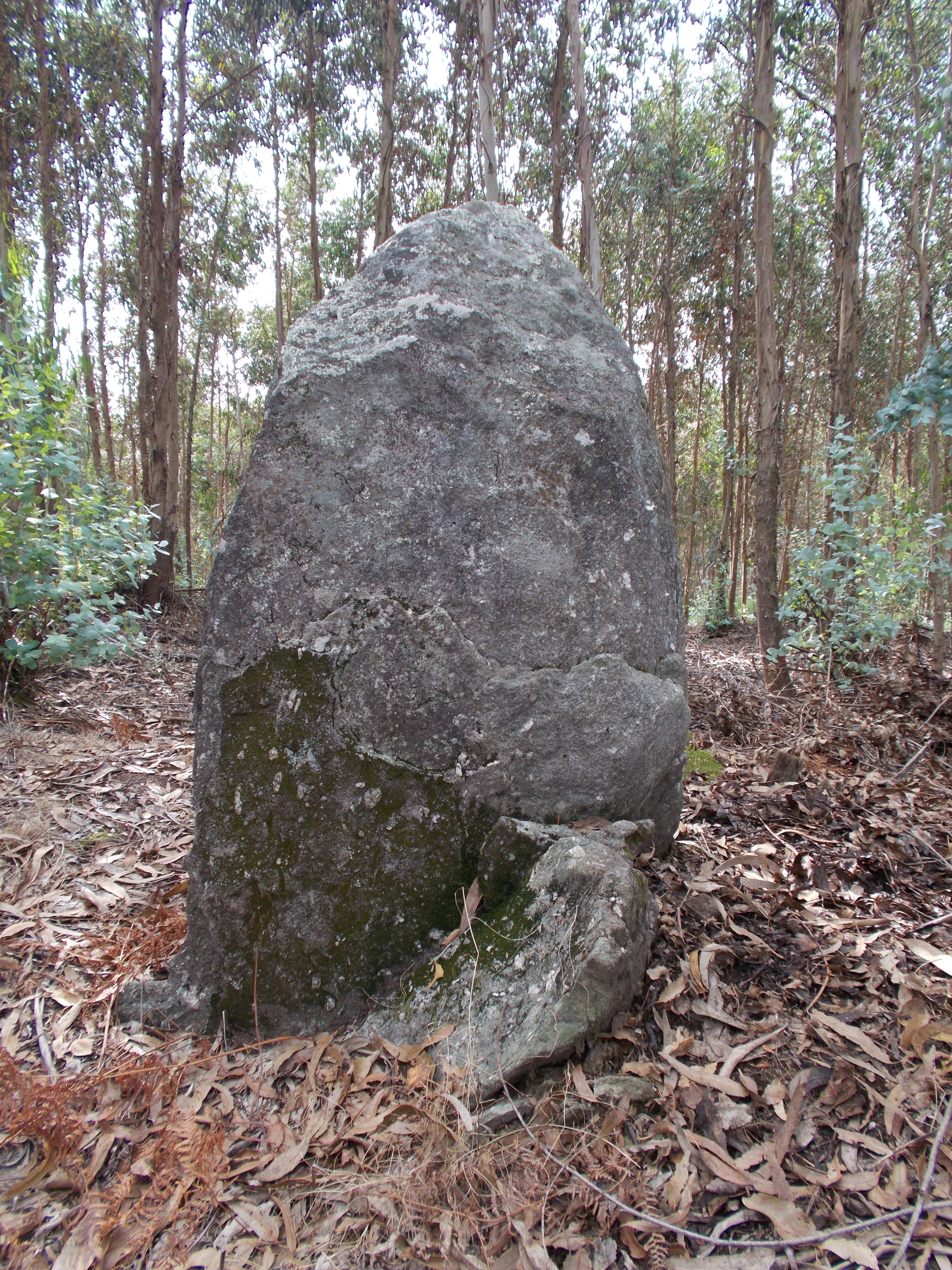
Menir dos Penedos da Portela

Situa-se nos limites das antigas freguesias de Goães e Portela das Cabras, na atual União das Freguesias da Ribeira do Neiva. Tem 1,80 metros de altura e um diâmetro na sua base de 1,00 metro. Poderá ter sido um monumento não funerário, servindo de marco para delimitar o território sagrado da necrópole do Bustelo.
Localização do Menir: 41º40'43.334" N, 8º29'33.314" W
Localização do Menir

## Freguesias
- Dossãos
- Duas Igrejas
- Godinhaços
- Gondiães
- Mós
- Nevogilde
- Pedregais
- Pico de Regalados
- Portela das Cabras
- Santiago de Carreiras
- São Miguel do Prado